# Phineas Barnum
Phineas Taylor Barnum (Bethel, Connecticut, 1810. július 5. – Bridgeport, Connecticut, 1891. április 7.) amerikai üzletember, cirkuszi műsorvezető és politikus. 1871-ben Barnum megalapította saját cirkuszi társaságát. 1876-ban egyesült James Anthony Bailey cirkuszával, innentől kezdve hivatalosan a Barnum & Bailey nevet viselték.

## Korai évek
Barnum a connecticuti Bethelben született a kocsmáros, szabó és boltos Philo Barnum és második felesége, Irene Taylor gyermekeként. Anyai nagyapja, Phineas Taylor whig törvényhozó, földbirtokos, és anyakönyvvezető  volt, aki nagy hatást gyakorolt unokájára.
Évekig mindenféle munkákkal próbálkozott, többek között vegyeskereskedéssel, könyv aukciós kereskedelemmel, ingatlan spekulációval és országos lottó hálózattal. 1829-ben elindított egy hetilapot Herald of Freedom néven. 1834-ben eladta a boltját és New York Citybe költözött, mivel a lottózókat betiltották Connecticutban, ami a fő bevételi forrását biztosította.
1835-ben, 25 évesen vágott bele cirkuszi mutatványosi karrierjébe egy Joice Heth nevű vak és szinte teljesen béna rabszolganővel, aki tudásáról úgy volt elhíresztelve egész Philadelphiában, mint George Washington egykori ápolónője, aki 161 esztendős. Joice Heth halála után hozták nyilvánosságra, hogy mindez puszta félrevezetés volt.

## Magyarul megjelent művei
- Barnum milliói; Barnum önéletrajzából átdolg. Domonkos Elek; Lampel, Bp., 1900 (Magyar könyvtár)